# Klaus Metzger (Schiedsrichter)
Klaus Metzger (* 14. August 1952; † 8. November 2016) war ein deutscher Basketballschiedsrichter.

## Laufbahn
Metzger, dessen Verein die SKG Roßdorf war, wurde 1966 Basketball-Schiedsrichter, zwischen 1973 und 1992 leitete er Spiele in der Basketball-Bundesliga, ab 1978 (ebenfalls bis 1992) wurde er außerdem in internationalen Begegnungen eingesetzt. 1984 war Metzger, der hauptberuflich als Kriminalbeamter Dienst tat, Schiedsrichter beim Basketballturnier der Olympischen Sommerspiele in Los Angeles. Ab 1992 bis zu seinem Tod fungierte er für die FIBA als Technischer Kommissar.